# Rote Helmschnecke

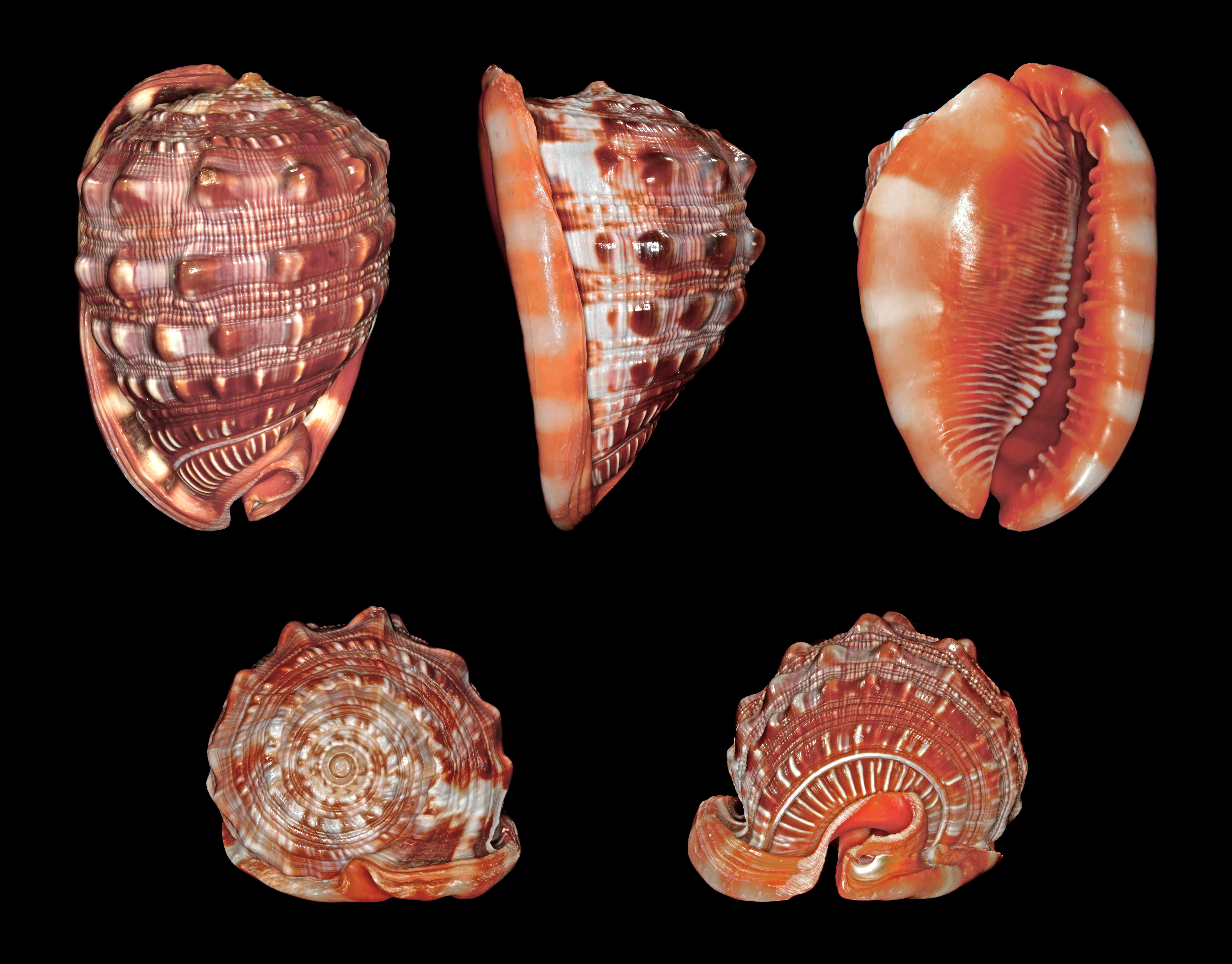
Gehäuse von Cypraecassis rufa

Die Rote Helmschnecke, die Rote Sturmhaube, das Bullenmaul oder der Feuerofen (Cypraecassis rufa) ist eine Schnecke aus der Familie der Helmschnecken (Gattung Cypraecassis), die im Indopazifik verbreitet ist. Sie ernährt sich von Seeigeln.

## Merkmale
Das eiförmig bauchige, sehr dicke und schwere, mit mehreren schwielig knotigen Gürteln umgebene Schneckenhaus von Cypraecassis rufa hat eine rot bis orangebraun gefärbte Oberfläche mit dunkleren und heller braunen Flecken. An der Basis des Körperumgangs verlaufen zwei weiße Längsfurchen. Das Gewinde ist kurz und zugespitzt. Die Spindel und die äußere Lippe haben tief purpurrote Runzeln. Die Lippenränder sind sehr dick und lebhaft rot gefärbt, insbesondere der äußere. Die Grundfarbe ist cremig orange. Das Haus erreicht bei ausgewachsenen Schnecken rund 15 cm, zuweilen bis zu 18 cm Länge. Das Operculum ist rundlich eiförmig und hat etwa ein Zehntel der Länge der Gehäusemündung.

## Verbreitung
Die Rote Helmschnecke ist im nördlichen Indischen Ozean unter anderem an der Küste Ostafrikas, um Madagaskar, Sri Lanka und Indonesien sowie im Pazifischen Ozean bis ins östliche Polynesien, nördlich bis Taiwan und zum südlichen Japan und südlich bis Nord-Queensland und Fidschi verbreitet. Am häufigsten ist die Schnecke im äußersten Westen sowie im Osten ihres Verbreitungsgebietes, sonst seltener.

## Lebensraum
Rote Helmschnecken bevorzugen geschützte Bereiche in der Gezeitenzone und unterhalb an Korallenriffen auf grobem Sand mit Algen in Tiefen von bis zu 12 Metern.

## Nahrung
Cypraecassis rufa ernährt sich von kurzstacheligen Seeigeln, aber auch von sehr wehrhaften Arten wie Diademseeigeln. Durch Absonderung eines Schleimpolsters schützt sie sich vor den Stacheln der Beute, die durch abgesonderte Schwefelsäure aufgeweicht und meist mitgefressen werden.

## Bedeutung für den Menschen
Cypraecassis rufa ist auf Grund ihres Schneckenhauses ein beliebtes Sammlerobjekt, so dass der Mensch als ein Hauptfeind gelten kann. Das Gehäuse wird vielfach zum Schnitzen von Kameen verwendet. Bisher wird die Schnecke allerdings nicht weltweit in der Roten Liste aufgeführt.